# 세진컴퓨터랜드
세진컴퓨터랜드(Se Jin Computer Land)는 대한민국의 컴퓨터와 주변기기 유통업체였다. 컴퓨터와 관련된 다양한 제품과 서비스를 제공하는 업체였다. 1980년대 후반부터 시작되어, 전자기기와 컴퓨터 부품을 판매하는 주요 상점으로 자리잡았다. 이 회사는 고객에게 다양한 선택을 제공하며, 특히 컴퓨터 부품과 주변기기, 그리고 게임 기기와 관련된 제품들을 주로 다뤘다.
세진컴퓨터랜드는 1990년대 후반에 IMF 외환위기의 여파로 심각한 경영난을 겪으면서, 이후 인수합병과 몰락의 과정을 거쳤다.

## 역사
1992년에 설립되어 대한민국 최대 컴퓨터 전문 백화점으로 자리잡았다. 잠실점을 1995년 5월 27일에 여는 등 전국적으로 수많은 매장을 보유하였다. 컴퓨터, 주변기기 판매, 무선호출기, 휴대폰, 멀티미디어 기기, 노트북, 프린터, 가전제품 판매 사업 등을 하였다. 서울특별시, 부산광역시, 대구광역시, 울산광역시, 경기도 등지에 수많은 매장을 설립하였다. 무상수리와 무료교육 등 많은 시설을 갖추고 있었다. 무리한 확장과 출혈 판매로 경영이 악화되어 1995년 부도위기를 맞았다. 1997년 대우통신이 인수해 회생하는 듯 하였으나 2000년 7월 부도를 내고 같은 해 9월 법원으로부터 지급불능 상태로 파산선고를 받고 2009년에 해체되었다.

## 주요 제품
세진컴퓨터랜드는 컴퓨터와 관련된 다양한 제품들을 판매했다. 주요 제품군은 다음과 같다:
- 컴퓨터 부품: 메인보드, CPU, RAM, 그래픽 카드 등 다양한 컴퓨터 부품
- 컴퓨터 주변기기: 키보드, 마우스, 모니터, 프린터 등
- 소프트웨어: 운영 체제, 게임, 생산성 도구 등
- 게임 기기: 콘솔 게임기 및 관련 액세서리
- 기타 전자제품: 스마트폰, 태블릿, 카메라 등

## 서비스
세진컴퓨터랜드는 단순히 제품을 판매하는 것에 그치지 않고, 고객을 위한 다양한 서비스를 제공했다. 대표적인 서비스는 다음과 같다:
- PC 조립 및 수리 서비스: 고객이 원하는 사양에 맞춘 PC를 조립해주고, 고장이 발생한 제품에 대해 수리 서비스를 제공한다.
- 기술 지원: 제품에 대한 사용법이나 문제 해결을 위한 기술 지원 서비스를 제공한다.
- 온라인 쇼핑몰: 세진컴퓨터랜드는 오프라인 매장 외에도 온라인 쇼핑몰을 운영하고 있으며, 이를 통해 전국 어디서나 제품을 구매할 수 있는 편리함을 제공한다.

## 사회적 역할
세진컴퓨터랜드는 단순히 상업적 목적을 넘어, 기술 분야의 발전에 기여한 바가 많다. 많은 사람들이 이곳에서 컴퓨터와 관련된 최신 기술과 트렌드를 접했으며, 전자제품과 컴퓨터 하드웨어에 대한 이해도를 높이는 데 중요한 역할을 했다. 또한, 2000년대 들어서는 자체 브랜드 제품을 출시하며, 국내 전자제품 시장에서의 경쟁력을 강화해 나갔다.

## 몰락
세진컴퓨터랜드는 대우통신에 인수된 후에도 계속해서 어려움을 겪었으며, IMF 외환위기와 온라인 쇼핑몰의 확산, 대형 유통업체의 경쟁 심화 등의 요인으로 인해 결국 경영난을 벗어나지 못했다. 그 결과, 세진컴퓨터랜드는 점차 매출이 감소하고 브랜드 가치가 약해졌으며, 2000년대 초반에는 결국 시장에서 퇴출되었다.

## 같이 보기
- 대우통신